# Delaware Art Museum
Il Delaware Art Museum è un museo d'arte di Wilmington, nel Delaware, negli Stati Uniti d'America. Custodisce soprattutto opere di artisti moderni statunitensi realizzate tra la seconda metà dell'Ottocento e l'inizio del Novecento e dei Preraffaeliti britannici.

## Storia
La Wilmington Society of the Fine Arts (WSFA) venne inaugurata nel 1912 per promuovere le opere di Howard Pyle, che era deceduto l'anno precedente durante un viaggio in Italia. Con il passare degli anni, l'associazione acquisì anche le opere di altri artisti del Delaware. Nel 1935, in seguito alla morte di Samuel Bancroft, la sua famiglia donò alla WSFA la sua collezione di dipinti e manoscritti oltre a undici acri di terreno sui quali sarebbe poi stato eretto l'attuale museo. Il Delaware Art Museum venne aperto al pubblico nel 1938. A partire dal 1943, il museo iniziò a tenere dei corsi d'arte. Nei primi anni 2000, il museo venne rinnovato ed espanso.